# Tectan

Platte aus Tectan in Nahaufnahme

Tectan ist ein Markenname für einen Verbundwerkstoff, der aus dem Ausschuss und Verschnitt der Herstellung von Getränkekartons hergestellt wird.
Markeninhaber der Marke TECTAN ist die EVD Entwicklungsgesellschaft für Verbundmaterial Diez mbH.
Die Getränkekartons werden dazu in 5 mm kleine Stücke gehäckselt und in einer mit Teflon beschichteten Heizpresse verdichtet. Bei diesem Prozess verschmilzt das enthaltene Polyethylen zu einer festen Struktur und wirkt als Klebstoff. Tectan kann sowohl zu Platten als auch zu anderen Strukturen gepresst werden.
Die Zusammensetzung der Recyclate ist die gleiche wie beim ursprünglichen Tetra Pak-Material: 75 % Papier, 20 % Polyethylen und 5 % Aluminium. Das Material ist stabil, relativ schwer, feuchtigkeitsbeständig, wasserabweisend, geräuschabsorbierend, thermoformbar, recycelbar und kann ähnlich wie Holz verarbeitet werden.

## Geschichte
Um einen höheren Wiederverwendungsgrad für ihr Material zu erhalten, entwickelte Tetra Pak die Tectan-Platte und brachte sie 1991 auf den Markt.